# Kamounia
La kamounia est un plat en sauce, consommé traditionnellement en Algérie, en Tunisie. Préparé à base d'abats de boucherie ou de fruits de mer, il est mijoté et relevé de cumin.

## Préparation

### En Algérie
La kamounia algérienne se prépare avec des abats de mouton ou de poulet, pour ce dernier, on utilise principalement le foie ou le gésier. Il existe une variante préparée avec des crevettes, spécifique à la ville de Constantine. 
Ce mets est très populaire dans l'Est algérien, notamment dans les villes d'Annaba, Constantine, Guelma, Skikda, El Kala et la ville de Bejaïa.

### En Tunisie

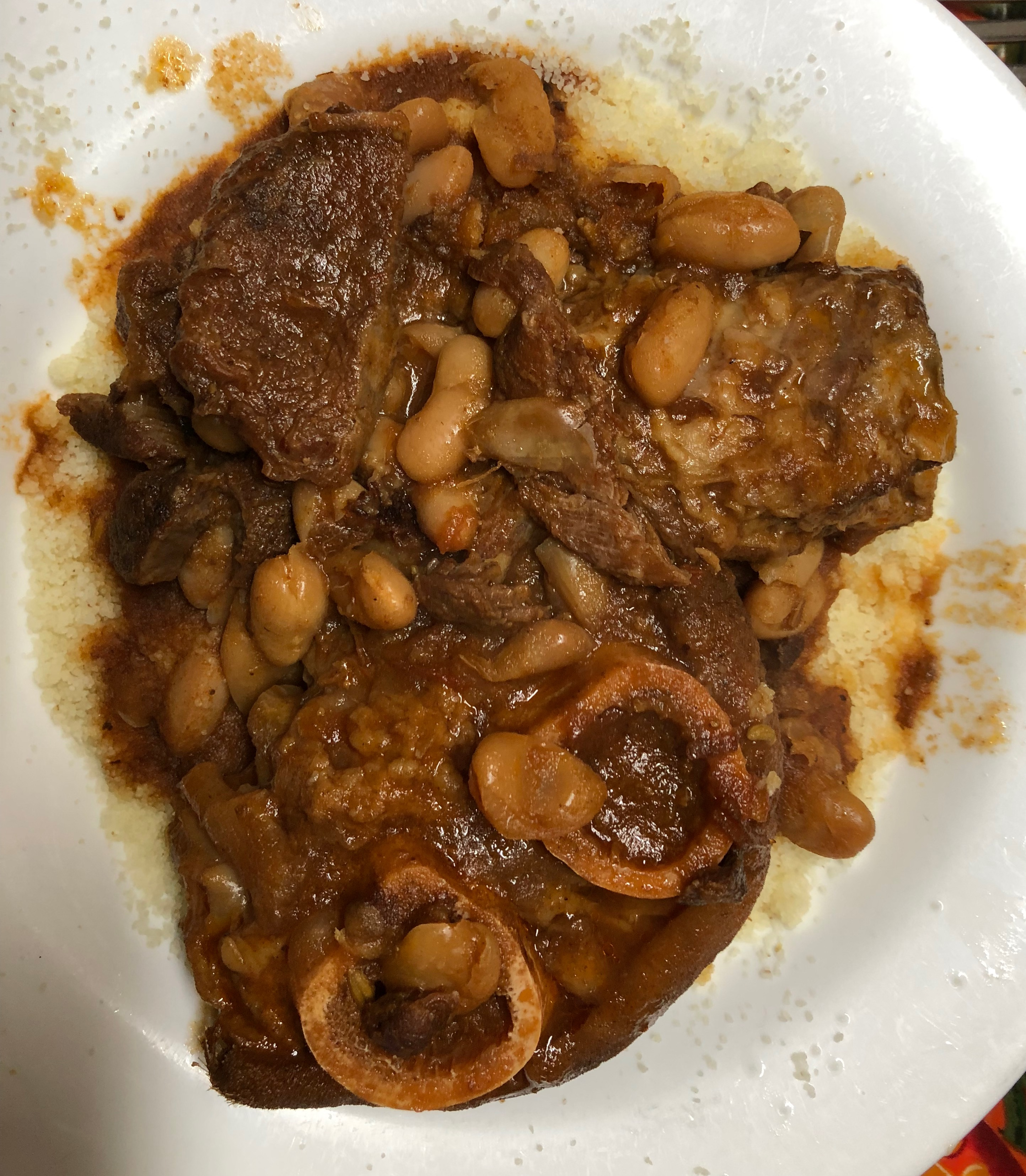
Couscous camouia respectant la casherout.

La kamounia tunisienne se prépare de deux façons différentes : à base de viande de mouton, de foie, de cœur et éventuellement de rognons ou à base de poulpe.
Ce plat est parsemé de persil et d'oignon finement hachés. On peut aussi l'accompagner de pommes de terre et de piments frits.
Dans la cuisine juive tunisienne, la camounia est une tfina (tajine) composée de haricots, de viande de bœuf, de pied de veau avec sa gélatine (kouara), de sauce tomate, le tout parfumé au cumin. Elle cuit longuement et accompagne la semoule d'un couscous. L'akod est un autre plat de type ragoût constitué de petits morceaux de bœuf mais surtout de foie, cœur et autres abats, et également parfumé à l'ail et au cumin, qui se déguste avec du pain ; c'est un plat de fête,.